# Borghesiana

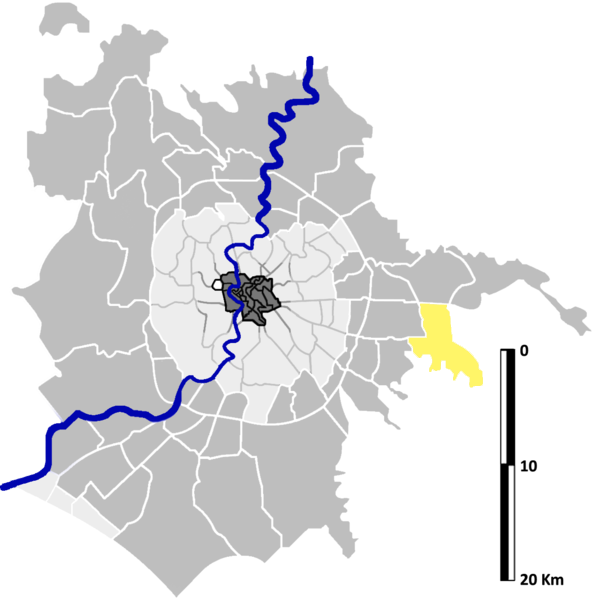
Localisation de Borghesiana sur la carte administrative de Rome.

Borghesiana est une zona di Roma (zone de Rome) située à l'est de Rome dans l'Agro Romano en Italie. Elle est désignée dans la nomenclature administrative par Z.XIV et fait partie du Municipio VI. Sa population est de 41 735 habitants répartis sur une superficie de 21,39 km².
Il forme également une « zone urbanistique » désigné par le code 8.g, qui compte en 2010 : 47 639 habitants.

## Histoire
Le nom de cette zone de Rome est liée à la famille Borghese qui donna des terrains pour la construction de la ligne ferroviaire Rome-Fiuggi-Alatri-Frosinone au début du XXe siècle. La zone connait une expansion démographique important au début des années 1950 avec la période de bonification de l'Agro Romano réalisée avec la construction de maisons rurales accueillant des ouvriers agricoles venus des monts Prénestiens pour développer l'agriculture.

## Lieux particuliers
- Église Santa Maria della Fiducia (1954)
- Église Santa Maria della Speranza
- Église Santa Maria dell'Oriente
- Église San Giovanni Maria Vianney
- Église Santa Maria Madre della Chiesa